# Cosme (sacerdote)
Cosme é um antigo escritor búlgaro da igreja do século X, que escreveu as palestras "Discurso contra os Bogomils" e "Para os monges".  Ele foi nomeado sacerdote da corte pelo czar Pedro I da Bulgária.
Graças a seus trabalhos, sabemos sobre Bogomil e seus ensinamentos. Cosme, por outro lado, culpa as pessoas por seu folclore, canções, danças, jogos e intemperança sexual como incompatíveis com a moralidade cristã. Segundo ele, eles eram demônios.